# Regola del 78
La regola del 78 (nota anche come metodo della somma delle cifre) è un metodo di calcolo degli interessi annuali utilizzato nell'ambito dei prestiti. Il nome deriva dal numero totale di interessi mensili che vengono calcolati in un anno (al primo mese corrisponde un interesse mensile, mentre al secondo mese corrispondono due interessi mensili, ecc.). Questo è un accurato modello di calcolo degli interessi basato sull'ipotesi che il debitore paghi solo l'ammontare dovuto ogni mese. Se il debitore rimborsa il debito in anticipo, questo metodo massimizza l'importo pagato (in termini di interessi pagati) imputando la somma pagata agli interessi prima che al capitale. In altre parole, in confronto a un prestito a capitalizzazione semplice, un prestito con la regola del 78 prevede un maggior onere di interessi nel caso di rimborso anticipato.
Una semplice frazione (come 12/78) è costituita da un numeratore (il numero superiore, 12 nell'esempio) e da un denominatore (il numero inferiore, 78 nell'esempio). Il denominatore di un prestito con la regola del 78 è pari alla somma dei numeri che corrispondono ai pagamenti mensili del prestito. Per un prestito di 12 mesi, la somma dei numeri da 1 a 12 è 78 (1 + 2 + 3 + ... + 12 = 78). Per un prestito di 24 mesi, il denominatore è 300. La somma dei numeri da 1 a n è data dall'equazione n × (n + 1) / 2. Quindi nel caso di n = 24, la somma dei numeri da 1 a 24 è pari a 24 × (24 + 1) / 2 = 12 × 25 = 300, che è appunto il denominatore del prestito, D.
Per un prestito di 12 mesi, 12/78 è la porzione di interessi relativa al primo mese, 11/78 è la porzione di interessi relativa al secondo mese e così via fino al dodicesimo mese la cui porzione di interessi è pari a 1/78 del totale. Seguendo il medesimo schema, 24/300 è la porzione di interessi relativa al primo mese di un prestito di 24 mesi.
La formula per calcolare gli interessi non maturati è la seguente:
{\displaystyle u=f{\frac {k(k+1)}{n(n+1)}}}
dove:

{\displaystyle u} è il totale degli interessi non maturati,

{\displaystyle f} è il totale degli interessi contrattualmente previsto,

{\displaystyle k} è il numero dei mesi di rimborso anticipato,

{\displaystyle n} è il numero totale di mesi di durata del prestito.

## Storia
Il primo utilizzo ufficiale della regola del 78 per calcolare la parte non maturata degli interessi di un prestito ha avuto luogo in Indiana nel 1935. La maggior parte dei prestiti nel 1935 era per piccoli importi a un basso tasso di interesse per brevi durate. Tale metodo riduceva il costo dei calcoli degli interessi in un'epoca in cui non esistevano i computer, ed era adatto per i prestiti piccoli, corti e con bassi tassi d'interesse tipici di quel periodo.
Negli Stati Uniti, l'uso della regola del 78 è proibito per rifinanziamenti ipotecari e altri prestiti al consumo con durata superiore a 61 mesi.
Il 15 marzo 2001, al Congresso degli Stati Uniti, il repubblicano John LaFalce ha presentato il progetto di legge H.R. 1054 per eliminare l'utilizzo della regola del 78 nelle transazioni creditizie. Il progetto di legge è stato sottoposto alla Commissione Parlamentare sui Servizi Finanziari nello stesso giorno. Il 10 aprile 2001, il progetto di legge è stato sottoposto alla Sottocommissione per le Istituzioni Finanziarie e il Credito al Consumo, dove non ha avuto alcun seguito.
Nel Regno Unito, in base alla Legge sul Credito al Consumo del 2005, sono state emesse e rese effettive con decorrenza 31 maggio 2005 le norme sul rimborso anticipato del credito al consumo che hanno abolito la regola del 78 in questo ambito.

## Prestiti precalcolati
La regola del 78 si applica ai prestiti precalcolati, cioè quei prestiti in cui gli interessi sono calcolati prima della relativa stipula. Gli oneri finanziari di un prestito, in qualunque modo definiti, possono essere calcolati con formule di capitalizzazione semplice, composta, anticipata, o qualsiasi altro metodo conosciuto. Una volta identificati gli interessi, la regola del 78 è utilizzata per calcolare l'ammontare da scontare nel caso in cui il prestito sia rimborsato in anticipo rispetto al prestabilito numero di pagamenti. Rimane inteso che nel caso dei prestiti precalcolati, il debitore si obbliga a corrispondere al finanziatore non solo il capitale preso a prestito, bensì anche gli interi oneri finanziari predefiniti. Se il capitale prestato è pari a € 100 e gli interessi precalcolati sono di € 30, il debitore deve al creditore l'intero importo di € 130 al momento di concessione del prestito, mentre nel caso di prestito con interessi semplici il debitore deve al finanziatore solo il capitale di € 100 e l'interesse mensile sul capitale non rimborsato.